# Марія Роса Ліда де Малкіель
Марі́я Ро́са Лі́да де Малкіе́ль (ісп. María Rosa Lida de Malkiel; 7 листопада 1910, Буенос-Айрес — 25 листопада 1962, Окленд) — аргентинська філологиня, іспаністка.

## Життєпис
Походила з єврейської сім'ї, яка емігрувала до Аргентини з Австро-Угорщини (Західної України). Брат — філолог-іспаніст Раймундо Ліда (1908—1979).
Блискуче закінчила ліцей для дівчат (1927) та факультет філософії й літератури Буенос-Айреського університету (1932).
Після націоналізації університетів де Малкіель емігрувала до США, де одружилася з філологом, спеціалістом з романських мов Яковом Малкіелем (народився в Києві, емігрував з Німеччини).
Померла від раку в 51 рік.

## Літературна діяльність
В університеті де Малкіель була співробітницею Інституту філології, де працювала під керуванням видатного філолога Амадо Алонсо. Викладала латинську і грецьку мови. Захистила докторську дисертацію про творчість іспанського поета-алегорика Хуана де Мени (1947).
Викладала у Гарварді, Берклі, Іллінойському університеті в Урбана-Шампейн, Коламбусі, Стенфорді. Переклала Історію Геродота (1949). Велике значення мав переклад де Малкіель англомовної книги Говарда Роллін Петча Інший світ у середньовічній літературі (1956), до котрого вона додала нарис про зображення іншого світу в іспаномовній словесності.
Останні 15 років життя працювала над монографією Селестина (ісп. La Celestina), яка була опублікована уже після її смерті.
Член Іспанської королівської академії (1953), Аргентинської академії словесності (1959). Почесна докторка Коледжу Сміта (1955), Буенос-Айреського університету.

## Вибрані праці
- Introducción al teatro de Sófocles, Buenos Aires, Losada, 1944 (перевид. 1983).
- Juan de Mena: poeta del prerrenacimiento español. México: Colegio de México, 1950.
- La idea de la fama en la Edad Media castellana. México: FCE, 1952.
- Howard Rollin Patch: El otro mundo en la literatura medieval. México: Fondo de Cultura Económica, 1956 (переклад #і послесловие)
- Two Spanish masterpieces: the Book of Good Love and The Celestina. Urbana: The University of Illinois Press, 1961 (исп. изд. 1966).
- La originalidad artística de «La Celestina». Buenos Aires: EUDEBA, 1962.
- Estudios de literatura española y comparada, Buenos Aires: Losada, 1964 (перевид. 1977).
- Jerusalen: el tema literario de su cerco y destrucción por los romanos. Buenos Aires: UBA, Facultad de Filosofía y Letras, 1972.
- Dido en la literatura española. Su retrato y defensa, London, Tamesis Books, 1974.
- La tradición clásica en España. Barcelona: Ariel, 1975.
- El cuento popular y otros ensayos. Buenos Aires: Losada, 1976.
- Herodes: su persona, reinado y dinastía. Madrid: Castalia, 1977.